# Ghost Dad
Ghost Dad (Alternativtitel: Ghost Dad – Nachricht von Papa, Bill Cosby: Unser Papa ist ein Geist) ist eine US-amerikanische Filmkomödie von Sidney Poitier aus dem Jahr 1990.

## Handlung
Der Witwer Elliot Hopper hat keine Zeit für seine drei Kinder. Er gilt als ein Workaholic und arbeitet als einziger Afroamerikaner in einer Führungsposition einer großen renommierten Firma. Hopper besteigt ein Taxi. Der Fahrer entpuppt sich als Teufelsanbeter. Er hält Elliot fälschlich für Satan und gerät in Panik. Das Taxi kommt von der Straße ab und stürzt von einer Brücke in einen Fluss. Hopper schleppt sich zurück auf die Straße. Zu seiner Bestürzung muss er feststellen, dass er für die meisten Menschen nicht mehr sichtbar ist – er hat sich zum Geist gewandelt. Schon wieder gerät er in Stress: Seine Zeit als Geist ist beschränkt und er muss die Zukunft seiner Kinder sichern, bevor er ins Jenseits kommt. Die Entkörperung als Geist hat allerdings auch Vorteile: Er kann durch Telefonleitungen schlüpfen, sich unbemerkt auf Lampenschirme setzen, durch Wände gehen und er hat viele andere nützliche Fähigkeiten, die den Lebenden nicht zur Verfügung stehen. Der Schluss der Geschichte entwickelt sich unerwartet. Mit Hilfe eines „Geister-Arztes“ und seiner Kinder kann der geplagte Vater doch wieder in seine sterbliche Hülle schlüpfen. Dass er inzwischen gefeuert wurde, empfindet er allerdings nicht mehr als schlimm, da er in der Zeit seines „Geistseins“ gelernt hat, dass seine Kinder, die er aufgrund seiner Arbeit zunächst vernachlässigt hatte, das Wichtigste in seinem Leben sind.

## Kritiken
- Roger Ebert schrieb in der Chicago Sun-Times, der Film sei nicht witzig. Er kritisierte das Drehbuch als inkonsistent und unlogisch. Außerdem schrieb er, dass Bill Cosby zwar kein großartiger Darsteller sei, aber in den Fernsehshows akzeptabel spiele. Ebert überraschte die „übertriebene“ Darstellung von Cosby in diesem Film, die im Kontrast zu den Darstellungen der anderen Schauspieler stehe.[1]

- Rita Kempley schrieb in der The Washington Post, der Film habe keinen Tiefgang. Er sei zu fröhlich, um als geistreich zu gelten.[2]

- Lexikon des internationalen Films: „Familiengerechte Unterhaltung mit einigen hübschen Gags …“[3]

## Auszeichnungen
- Omar Gooding, Salim Grant und Brooke Fontaine wurden 1991 für den Young Artist Award nominiert.